# Penal Cordillera
Penal Cordillera (internationaler englischsprachiger Titel Prison in the Andes) ist ein Filmdrama von Felipe Carmona. In dem Film verbüßen einige Handlanger und Helfershelfer der Pinochet-Diktatur ihre Haftstrafe in einem Luxusgefängnis am Fuße der Anden. Die Premiere des Films fand Anfang Oktober 2023 beim London Film Festival statt. Der Kinostart in Chile erfolgte Ende November 2023.

## Handlung
Wegen ihrer Verbrechen gegen die Menschlichkeit verbüßen fünf der rücksichtslosesten Männer der Pinochet-Diktatur ihre mehrere hundert Jahre lange Haft in einem Luxusgefängnis am Fuße der Anden. Der Ort verfügt über einen Pool, Gärten und Volieren. Die Wachleute sind für sie eher so etwas wie ihre Angestellten. Als ein Fernsehteam Manuel Contreras, den ehemaligen Leiter der Geheimpolizei, interviewt, haben seine Aussagen unerwartete Folgen. Weil ihnen nun die Verlegung in ein reguläres Gefängnis droht, versuchen die fünf ehemaligen Militäroffiziere alles, um dort zu bleiben, wo sie sind.

## Produktion

### Regie und Drehbuch
Regie führte Felipe Carmona, der auch das Drehbuch schrieb. Penal Cordillera ist sein Spielfilmdebüt. Zuvor führte er bei drei Kurzfilmen Regie, die in Chile und im Ausland ausgezeichnet wurden. Zudem gehörte er zum Berlinale Talents Buenos Aires und war Stipendiat der Fundación Carolina in Madrid, die es ihm damit ermöglichte, das Drehbuch für Penal Cordillera zu schreiben. Neben Material aus den Gerichtsakten und Vernehmungen der realen, in seinem Film vorkommenden Figuren nutzte der Regisseur auch deren Bücher, wie etwa die Biografien von Odlanier Mena oder Manuel Contreras.

### Besetzung und Filmmusik

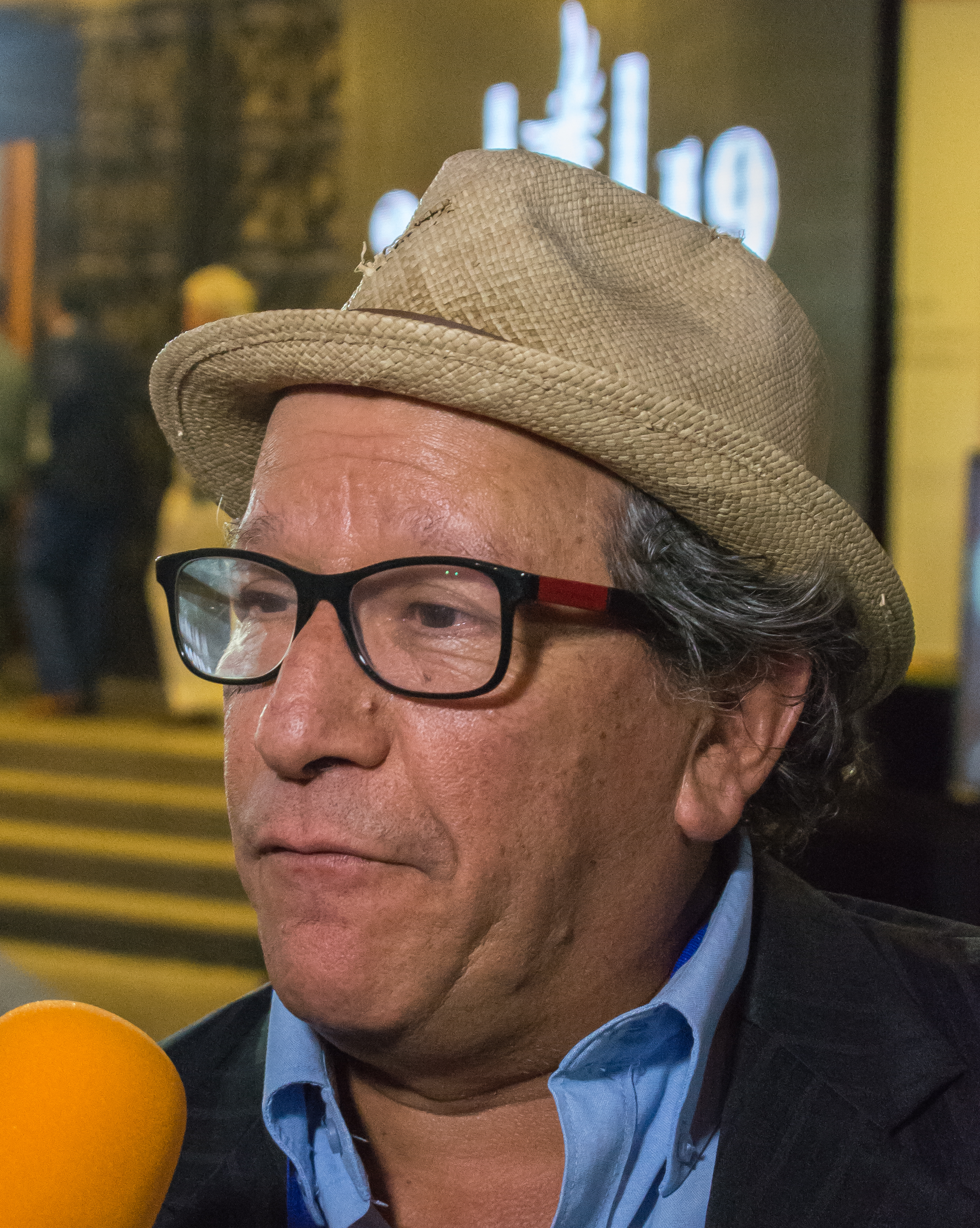
Alejandro Trejo spielt den ehemaligen General Odlanier Mena

Hugo Medina spielt diesen Manuel Contreras, der als Leiter der Dirección de Inteligencia Nacional, der Geheimpolizei während der Militärdiktatur in Chile, eine der mächtigsten und gefürchtetsten Personen des Landes war. Bastián Bodenhöfer ist in der Rolle von Miguel Krassnoff und Mauricio Pešutić in der Rolle von Marcelo Moren zu sehen. Alejandro Trejo spielt Odlanier Mena, den früheren Direktor des Central Nacional de Informaciones. In weiteren Rollen sind Óscar Hernández als der ehemalige General Pedro Espinoza, Andrew Bargsted als einer ihrer Aufpasser namens Navarrete, Daniel Alcaíno als Sepúlveda, Juan Carlos Maldonado als Galdames und Nicolás Zárate als Castro zu sehen.
Die Filmmusik komponierte die brasilianische Jazz- und Improvisationsmusikerin Mariá Portugal.

### Veröffentlichung
Die Weltpremiere des Films fand am 6. Oktober 2023 beim London Film Festival statt. Am 23. November 2023 kam der Film in die chilenischen Kinos. Ende November 2023 wurde er auch beim exground Filmfest in Wiesbaden gezeigt. Im Februar 2024 wird Prison in the Andes beim Santa Barbara International Film Festival gezeigt.

## Auszeichnungen
London Film Festival 2023
- Nominierung für den Sutherland Award im First Feature Competition (Felipe Carmona)[1]